# Lyubov Tyurina
Lyubov Nikolayevna Tyurina, em russo:  Любовь Николаевна Тюрина; (Moscou, 25 de abril de 1943 - Moscou, 23 de outubro de 2015) foi uma ex-jogadora de voleibol da Rússia que competiu pela União Soviética nos Jogos Olímpicos de 1972.
Em 1972, ela fez parte da equipe soviética que conquistou a medalha de ouro no torneio olímpico, no qual atuou em quatro partidas.